# Judith und Holofernes (Caravaggio)
Judith und Holofernes oder Judith enthauptet Holofernes (italienisch Giuditta e Oloferne) ist ein Gemälde von Michelangelo Merisi da Caravaggio. Das Gemälde bezieht sich auf das Buch Judit des Alten Testaments. Es zeigt den Augenblick, als Judith den Tyrannen Holofernes tötete und damit ein Volk der Israeliten rettete. Das Werk entstand um 1598–1599 und befindet sich in den Gallerie Nazionali d’Arte Antica (Nationalgalerien für antike Kunst) im Palazzo Barberini in Rom.

## Geschichte
Die Geschichte von Judith und Holofernes stammt aus der Bibel, genauer aus dem Buch Judit des Alten Testaments. In der römisch-katholischen Kirche und der orthodoxen Kirche zählt es als deuterokanonisches Buch. In den evangelischen Kirchen wird es nicht als Teil des biblischen Kanons angesehen, ist aber in die Apokryphen aufgenommen.
Das Buch Judit berichtet, wie die schöne Witwe Judith, aus einem Volk der Israeliten, ihr Volk rettete, als der syrische General Holofernes ihre Heimatstadt Betulia mit 150.000 Soldaten belagerte. Nach Wochen der Belagerung drohte Holofernes als Strafe für den Widerstand jedem Bewohner die Augen auszustechen. Daraufhin ging Judith unbewaffnet und in ihren besten Kleider in Holofernes Heereslager. Durch ihre Schönheit und kluge Reden animierte sie Holofernes bei einem Fest, das zu ihrer Ehre veranstaltet wurde, solange zum Trinken, bis dieser volltrunken und bewusstlos war. Als sie mit ihm alleine in seinem Zelt war, ergriff sie dessen Schwert und tötet ihn.
Judiths Rettungstat wird in der evangelischen Hausbibel von 1899 wie folgt beschrieben.
| Jdt 13,1 | Da es nun sehr spät ward gingen seine Diener hinweg in ihre Gezelte; und sie waren allesamt trunken. |
| Jdt 13,2 | Und Bagoas machte Holofernes Kammer zu und ging davon. Und Judith war allein bei ihm in der Kammer. |
| Jdt 13,3 | Holofernes aber war auf sein Bett hingefallen und schlief. Denn er war ganz trunken. |
| Jdt 13,4 | Da sprach Judith zu ihrer Magd, sie solle draußen warten vor der Kammer. |
| Jdt 13,5 | Und Judith trat vor das Bette und betete heimlich unter Tränen, |
| Jdt 13,6 | und sprach Herr, Gott Israels, stärke mich, hilf mit gnädiglich das Werk vollbringen, das ich mit ganzem Vertrauen auf dich habe vorgenommen, daß du deine Stadt Jerusalem erhöhest wie du zugesagt hast.       |
| Jdt 13,7 | Nach solchem Gebet trat sie zu der Säule oben am Bette, und langte das Schwert, das daran hing. |
| Jdt 13,8 | und zog es aus und ergriff ihn beim Schopf und sprach abermal: |
| Jdt 13,9 | Herr, Gott, stärke mich in dieser Stunde. Und sie hieb zweimal in den Hals mit aller Macht und schnitt ihm den Kopf ab; danach wälzte sie den Leib aus dem Bette, und nahm den Vorhang von den Säulen mit sich. |

Die Geschichte der Judith verknüpft weibliche Schönheit mit Mut, Klugheit, Entschlossenheit und Vaterlandsliebe. Sie ist eine Heldin, die, wie schon Mose, ihr Volk rettete. Dennoch wird der Mord nicht glorifiziert, sondern verurteilt.

## Beschreibung
Caravaggio wählte den dramaturgischen Höhepunkt von Judiths Geschichte, die Tötung des Tyrannen Holofernes. Die Tat steht für den Sieg über die Tyrannei. Die Darstellung, als Judith im Beisein ihrer Dienerin Abra den Hals des Holofernes’ durchtrennt, erschüttert. Die Emotion wird durch Caravaggios Spiel von Licht und Dunkelheit verstärkt. Die Schatten sind tief während die Gesichter von links oben durch ein einfallendes Schlaglicht erleuchtet werden, so dass die Szene sowohl brutal als auch emotional aufgeladen wiedergegeben wird. Ein dreiecksförmiger roter Vorhang ragt von oben in das Bild und akzentuiert den Hintergrund und die Dramatik der Szene. Das Gemälde Caravaggios ist horizontal zu lesen, wobei besonders die Mimik der Protagonisten auffällt. Ausgangspunkt der Betrachtung ist eher der Blickwinkel der Dienerin vom rechten Bildrand als derjenige aus der Bildmitte.
Holofernes wird von Caravaggio sehr verletzlich und höchst realistisch gezeigt. Er liegt betrunken und nackt im Bett. Er hatte sich diese Nacht anders vorgestellt. Er lag wohl auf dem Bauch und ist dabei, sich mit verdrehtem Körper aufzurichten. Seine linke Hand krallt sich vor Schmerz im Laken fest und sein Mund ist weit aufgerissen. Eine Blutstrahl spritzt aus der großen, geöffneten Halswunde.
Judith befindet sich seit Tagen im Lager Holofernes. Bei dem Fest hatte sie mitfeiern müssen damit ihr niemand misstraute. Der Hofstaat ließ sie ohne Sorgen allein bei dem Schlafenden Holofernes zurück. Trotz der fortgeschrittenen Zeit ist sie in Caravaggios Gemälde immer noch herausgeputzt wie zum Sonntagsspaziergang; die Haare sitzen tadellos, sie trägt ein strahlend weißes Hemdchen und hat eine gesunde Gesichtsfarbe. Es gibt keine Spur von Müdigkeit, Anstrengung oder Angst. Scheinbar mühelos trennt Judith mit dem Schwert, das sie in der rechten Hand hält, Holofernes Haupt vom Körper. Ihre Linke krallt sich dabei fest in das Haar Holofernes. Blut spritzt als Strahl kraftvoll aus dem Hals als habe das Schwert gerade die Halsschlagader durchtrennt. Judiths Kopf ist leicht nach hinten gebeugt und ihr leicht spöttischer Gesichtsausdruck verdeutlicht eine starke Abneigung, fast Ekel, hinsichtlich der Durchführung ihrer Aufgabe.

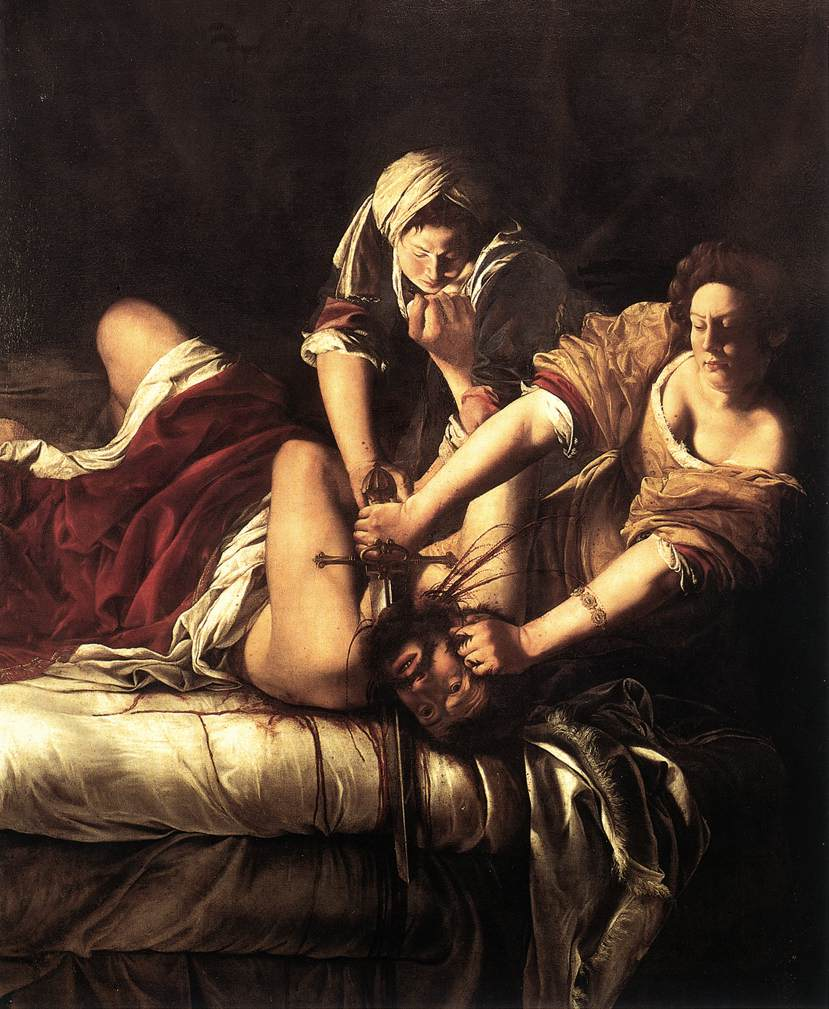
Judith und Holofernes von Artemisia Gentileschi um 1612–1613

Wie später Artemisia Gentileschi hat Caravaggio die Dienerin, Judiths Vertraute, in die Tötungsszene integriert, obwohl der biblische Quelltext explizit erwähnt, dass Judith mit Holofernes alleine im Zelt war und die Dienerin davor wartete (Judit 13,2 und 13,4). Die Dienerin ist mit starrem, mitleidslosem Blick am rechten Bildrand im Profil zu sehen. Sie hält das Tuch bereit, in dem der Kopf weggetragen werden soll. Ihre faltige Haut, die klobige Nase, die heruntergezogen Mundwinkel und die vor Erregung hervortreten Augäpfel stehen in starkem Kontrast zu der jungen und schönen Judith neben ihr. Der fast grotesk intensive Gesichtsausdruck der Dienerin könnte dem Einfluss Leonardo da Vincis auf Caravaggio zugeschrieben werden. Ihre Mimik erinnert stark an da Vincis Karikaturen.
Caravaggio und Gentileschi interpretierten die Szene unterschiedlich. Bei Caravaggio zeigt Judiths Gesicht Abneigung hinsichtlich ihrer Tat und die Mine der Dienerin erscheint mitleidlos und drückt unheilvolle Neugierde aus. Demgegenüber verlieh Gentileschi beiden Frauen Souveränität und Entschlossenheit zur Tat. Die Künstlerin betont sowohl die Brutalität als auch die Unerbittlichkeit des Attentats.

## Model und Inspiration

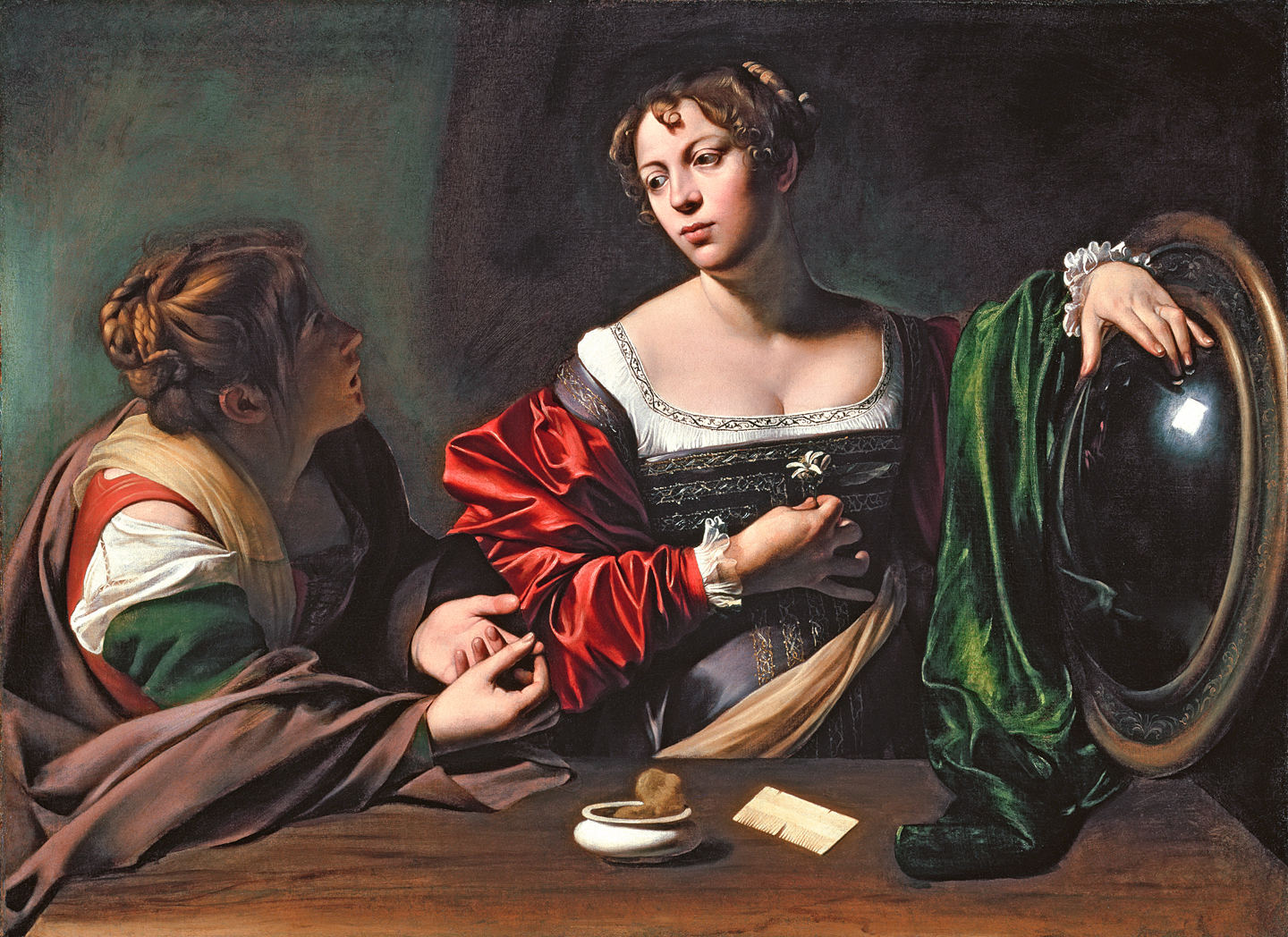
Martha und Maria Magdalena von Caravaggio

Die römische Kurtisane Fillide Melandroni stand nach gängiger Meinung Modell für die Figur der Judith. Sie ist in mehreren Werken Caravaggios verewiglicht wie zum Beispiel in Die heilige Katharina von Alexandrien oder in Martha und Maria Magdalena. Neuere Forschungen gehen aber davon aus, dass es sich bei dem Model um Maddalena Antognetti handeln könnte, eine andere Kurtisane dieser Zeit.
Das aus Holofernes Hals herausspritzende Blut hatte Caravaggio vermutlich bei der Enthauptung von Beatrice Cenci beobachtet, die 1599 in Rom öffentliche hingerichtet wurde.

## Forensische Analyse
Die zur Enthauptung verwendete Waffe kann nicht als Schwert bezeichnet werden. Es handelt sich hierbei eher um ein Jagdmesser mit langer Klinge.
Die am häufigsten betroffene Körperregion bei Tötungsdelikten mit Hilfe von Schnittwaffen ist der Hals. Die Verletzung des Gefäß-Nerven-Bündels und vor allem der Halsschlagader führt zu massiven Blutungen und Schock. Die entstehende Wunde ist schnell tödlich. Die Ränder der Schnittwunden sind meist scharf gezeichnet und das Gewebe des Halses zeigt eine weit geöffnete Wunde. Caravaggio hat die zu erwartende Verletzung gut wiedergegeben. Bei Verletzung der Halsschlagader kann durch das Pumpen des Herzens der Blutstrom bis zu drei Metern weit spritzen. Diese Kraft hat Caravaggio wahrscheinlich unterschätzt obwohl fraglos der Augenblick des maximalen Blutstroms dargestellt ist. Die Dynamik der Enthauptung scheint ebenfalls nicht ganz korrekt wiedergegeben zu sein. Das Blut spritzt aus der linken, offensichtlich durchtrennten Halsschlagader. Der Hals ist jedoch bis zur rechten Sternocleidomastoideus-Region durchschnitten, so dass die rechte Halsschlagader ebenfalls durchtrennt sein müsste.
Es scheint als malte Caravaggio die arterielle Verletzung als handle es sich um eine durch ein Messer verursachte Gefäßwunde. Solch eine Verletzung war ihm wahrscheinlich bekannt. Details zu tiefen Halswunden mit Arterienverletzungen wurden erst später bekannt (um 1628).

## Provenienz
Von dem Motiv von Judith und Holofernes gibt es eine Version, die zweifelsfrei von Caravaggio stammt. Diese „Giuditta e Oloferne“ hängt im Museum Galleria Nazionale d’Arte Antica in Rom. Dieses um 1598–1599 datierte Gemälde leitet Caravaggios Phase der starken Kontraste zwischen Licht und Schatten ein. Der Bankier Ottavio Costa hatte es in Auftrag gegeben. Er liebte das Gemälde so sehr, dass er dessen Unveräußerlichkeit in seinem Testament festgelegt hatte. Die Spuren des Gemäldes verloren sich jedoch im Laufe der Jahrhunderte. Es wurde erst 1951 von dem Restaurator Pico Cellini wiederentdeckt und dem Kunsthistoriker Roberto Longhi gemeldet. Zwanzig Jahre später kaufte der italienische Staat das Gemälde.

## Weitere Version desselben Motivs

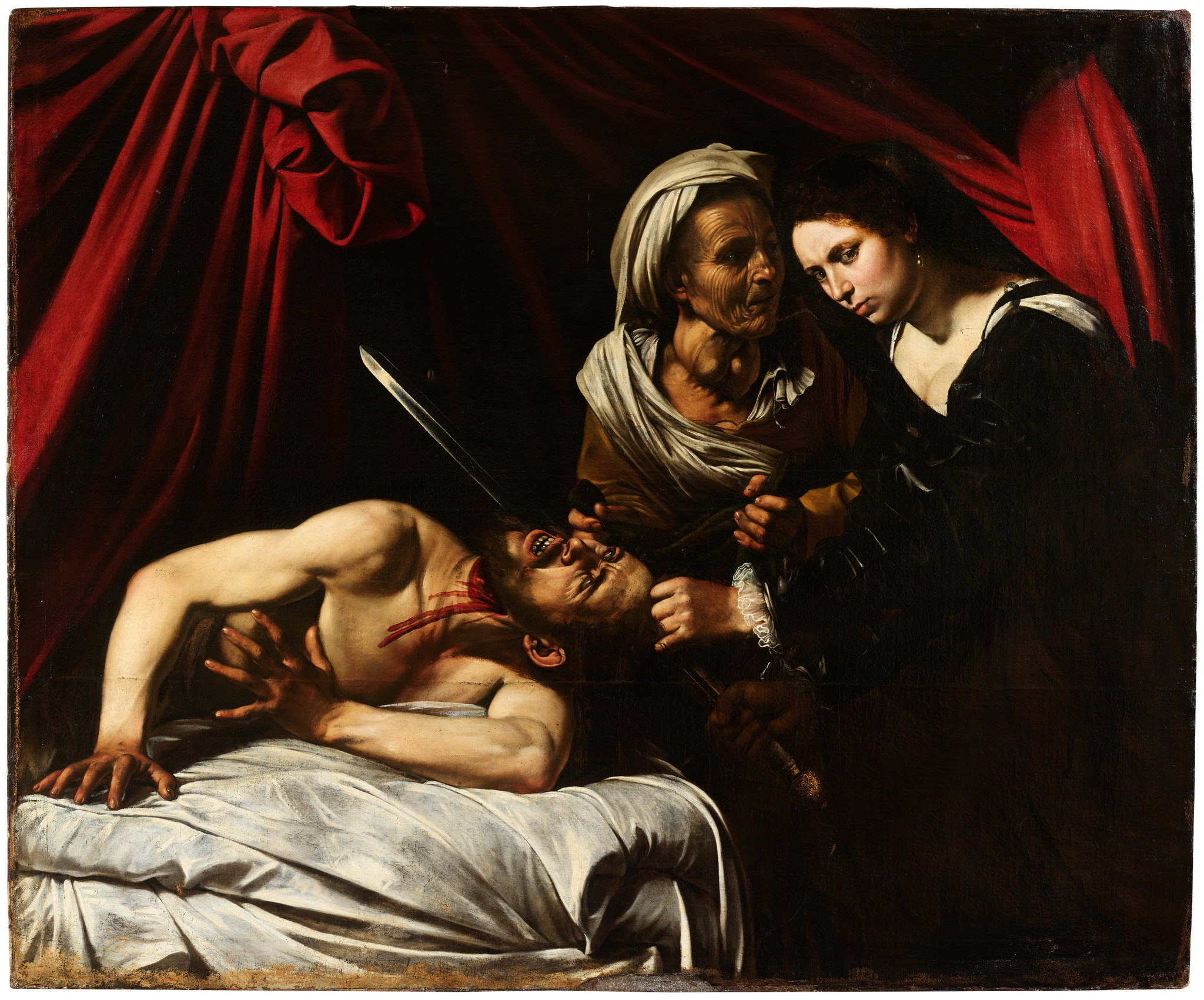
Weitere Version des Motivs, das ebenfalls Caravaggio zugeschrieben wird

Ein weiteres Gemälde zum selben Thema wurde 2014 auf einem Dachboden in Toulouse entdeckt, das trotz der Kritik einiger Kunsthistoriker ebenfalls Caravaggio zugeschrieben wurde. Der Fund des Gemäldes aus dem Jahr 1606 oder 1607 wurde erst zwei Jahre später bekannt gegeben. Es zeigt ebenfalls wie Judith in Gegenwart ihrer Dienerin den assyrischen Feldherren Holofernes enthauptet. Das Gemälde wurde 2016 noch vor der angesetzten Versteigerung in Toulouse an den amerikanischen Milliardär J. Tomilson Hill verkauft.